# By (Avesta)
By is een plaats in de gemeente Avesta in het landschap Dalarna en de provincie Dalarnas län in Zweden. De plaats heeft 97 inwoners (2005) en een oppervlakte van 48 hectare. Het woord By betekent in het Nederlands vertaald vanuit het Zweeds dorp. De plaatsnaam betekent dus eigenlijk gewoon dorp.

## Geboren
- Gustav Kinn (1895-1978), marathonloper